# Municipio de Becker (condado de Cass)
El municipio de Becker (en inglés: Becker Township) es un municipio ubicado en el condado de Cass en el estado estadounidense de Minnesota. En el año 2010 tenía una población de 517 habitantes y una densidad poblacional de 5,37 personas por km².

## Geografía
El municipio de Becker se encuentra ubicado en las coordenadas 46°24′52″N 94°43′4″O / 46.41444, -94.71778. Según la Oficina del Censo de los Estados Unidos, el municipio tiene una superficie total de 96.31 km², de la cual 94,21 km² corresponden a tierra firme y (2,18 %) 2,1 km² es agua.

## Demografía
Según el censo de 2010, había 517 personas residiendo en el municipio de Becker. La densidad de población era de 5,37 hab./km². De los 517 habitantes, el municipio de Becker estaba compuesto por el 98,07 % blancos, el 0,19 % eran afroamericanos, el 0,19 % eran amerindios, el 0,19 % eran de otras razas y el 1,35 % eran de una mezcla de razas. Del total de la población el 0,97 % eran hispanos o latinos de cualquier raza.